# Sezemice, Mladá Boleslav
Sezemice là một làng thuộc huyện Mladá Boleslav, vùng Středočeský, Cộng hòa Séc.